# تپه جنگاه
تپه جنگاه مربوط به دوران پیش از تاریخ ایران باستان است و در اسلام‌آباد غرب، جنوب شرقی شهر واقع شده و این اثر در تاریخ ۱۹ تیر ۱۳۴۸ با شمارهٔ ثبت ۸۵۰ به‌عنوان یکی از آثار ملی ایران به ثبت رسیده است.